# Ostdeutsche Eisenbahn-Gesellschaft in Königsberg
Die Ostdeutsche Eisenbahn-Gesellschaft (ODEG) war am 12. April 1893 in Bromberg in Westpreußen unter der Firma Ostdeutsche Kleinbahn-AG mit einem Aktienkapital von vier Millionen Mark gegründet worden. Erst am 28. September 1899 erhielt sie ihren späteren Namen.
Die deutsche Bahnbau- und Betriebs-Gesellschaft, die Firma Lenz & Co. GmbH, fasste in der ODEG und anderen Tochtergesellschaften eine Anzahl ihrer Kleinbahn- und Eisenbahngesellschaften zusammen, um diese Eisenbahnwerte verkäuflich zu machen und damit ihre Liquidität zu erhöhen.
Weil die ODEG die von Lenz & Co in Ostpreußen erbauten Bahnen übernahm und in die dort bestehenden Betriebsführungsverträge eintrat, verlegte sie ihren Sitz am 15. Juni 1903 in die Provinzhauptstadt Königsberg.
Die von Lenz & Co im Jahre 1901 gegründete Aktiengesellschaft für Verkehrswesen (AGV) in Berlin übernahm 1902 die Verwaltung der ODEG. Die AGV wurde 1912 die alleinige Aktionärin der ODEG. Eine ihrer Töchter war die Samlandbahn AG.
Ihre Bedeutung erlangte sie vor allem auf dem Gebiet der Betriebsführung aller in Ostpreußen und einiger in Westpreußen gelegenen Privat- und Kleinbahnen. Von diesen gingen durch die Grenzziehung 1919 nur wenige verloren.
Als 1939 der Zweite Weltkrieg begann, betrieb die ODEG sämtliche Privat- und Kleinbahnen in der Provinz Ostpreußen, nachdem ihr 1928 die Betriebsführung der „Königsberg-Cranzer Eisenbahngesellschaft“ übertragen worden war. Zu Ostpreußen gehörte damals auch ein Teil der früheren Provinz Westpreußen; ferner waren die Kleinbahnen im Memelland, das von 1920 bis 1939 von Litauen besetzt worden war, stets in der Obhut der ODEG geblieben.

## Bahnen der ODEG
Die Länge des Streckennetzes umfasste 1055 km und verteilte sich auf folgende Bahnen:
- Elchniederungsbahn =750= 53,3 km – 7. November 1902
- Fischhausener Kreisbahn AG 18,6 km – 1. Oktober 1900
- Kleinbahn Groß Raum-Ellerkrug GmbH 10,3 km – 9. Mai 1916
- Haffuferbahn AG 48,3 km – 20. Mai 1899
- Kleinbahn Heydekrug–Kolleschen 16,2 km – 14. Dezember 1913
- Insterburger Kleinbahnen =750= 221,4 km – 1. August 1902
- Königsberger Kleinbahn =750= 58,6 km – 15. Januar 1900
- Königsberg-Cranzer Eisenbahngesellschaft 48,7 km – 31. Dezember 1885
- Lycker Kleinbahnen =M= 48,0 km – 22. Oktober 1913 (von 1950 bis 1952 von 1000 mm auf 750 mm umgespurt)
- Kleinbahn AG Marienwerder =750= 37,4 km – 28. September 1901
- Memeler Kleinbahn =M= 50,4 km – 20. Oktober 1906
- Ortelsburger Kleinbahn =600= 15,4 km – 16. Juni 1920
- Rastenburger Kleinbahnen =750= 127,3 km – 1. Mai 1898
- Samlandbahn AG 47,0 km – 14. Juli 1900
- Pillkaller Kleinbahn =M= 60,8 km – 24. Dezember 1901
- Kleinbahn-AG Tharau-Kreuzburg 13,6 km – 26. Juli 1908
- Kleinbahn Pogegen–Schmalleningken =M= 65,5 km – 1. August 1902
- Treuburger Kleinbahnen =M= 43,1 km – 18. September 1911
- Wehlau–Friedländer Kreisbahnen =750= 65,8 km – 9. April 1898
- Kleinbahn Wöterkeim–Schippenbeil 5,0 km – 30. Juni 1907

Erläuterung: =600= entspricht Spurweite 600 mm, =750= entspricht Spurweite 750 mm, =M= entspricht Spurweite 1000 mm, ohne Angabe: Normalspur 1435 mm
Soweit die Bahnen nicht besonderen Kapitalgesellschaften gehörten, waren sie Eigentum der Ostpreußischen Kleinbahnen AG. Deren Großaktionäre waren 1940 der Preußische Staat, die Provinz Ostpreußen, zahlreiche ostpreußische Städte und Landkreise und nicht zuletzt die AGV und ihre betriebsführende Tochter ODEG. Die Ostpreußische Kleinbahnen AG firmierte bis 30. Juni 1924 als „Insterburger Kleinbahn AG“.
Als im Winter 1944/45 die Rote Armee ganz Ost- und Westpreußen eroberte, kamen sämtliche Kleinbahnen unter russische oder polnische Oberhoheit; die meisten wurden zerstört oder demontiert. Das führte anschließend zur Liquidation der Ostdeutschen Eisenbahn-Gesellschaft und der Ostpreußischen Kleinbahnen AG.